# La Digue

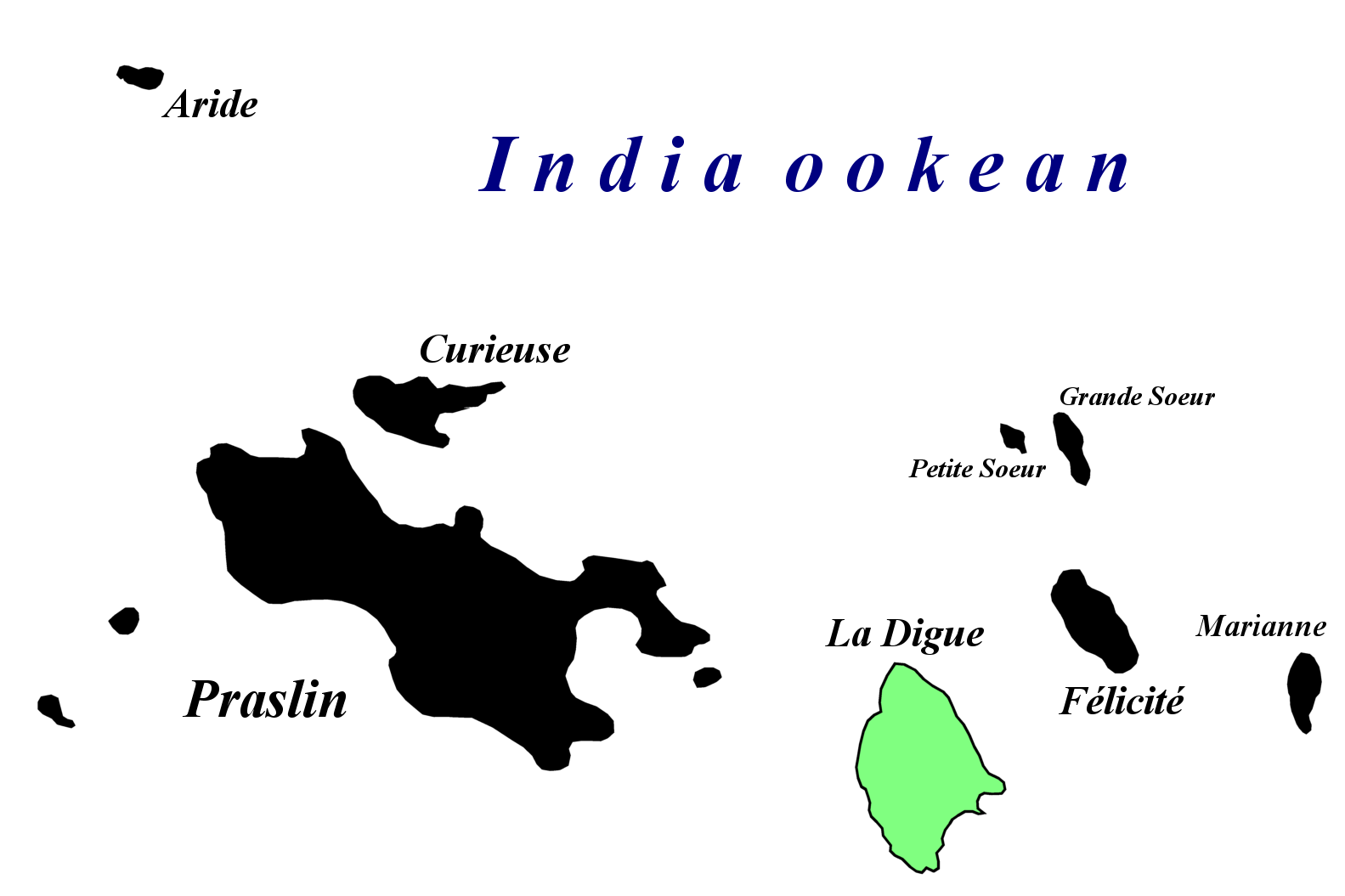
Lägeskarta.

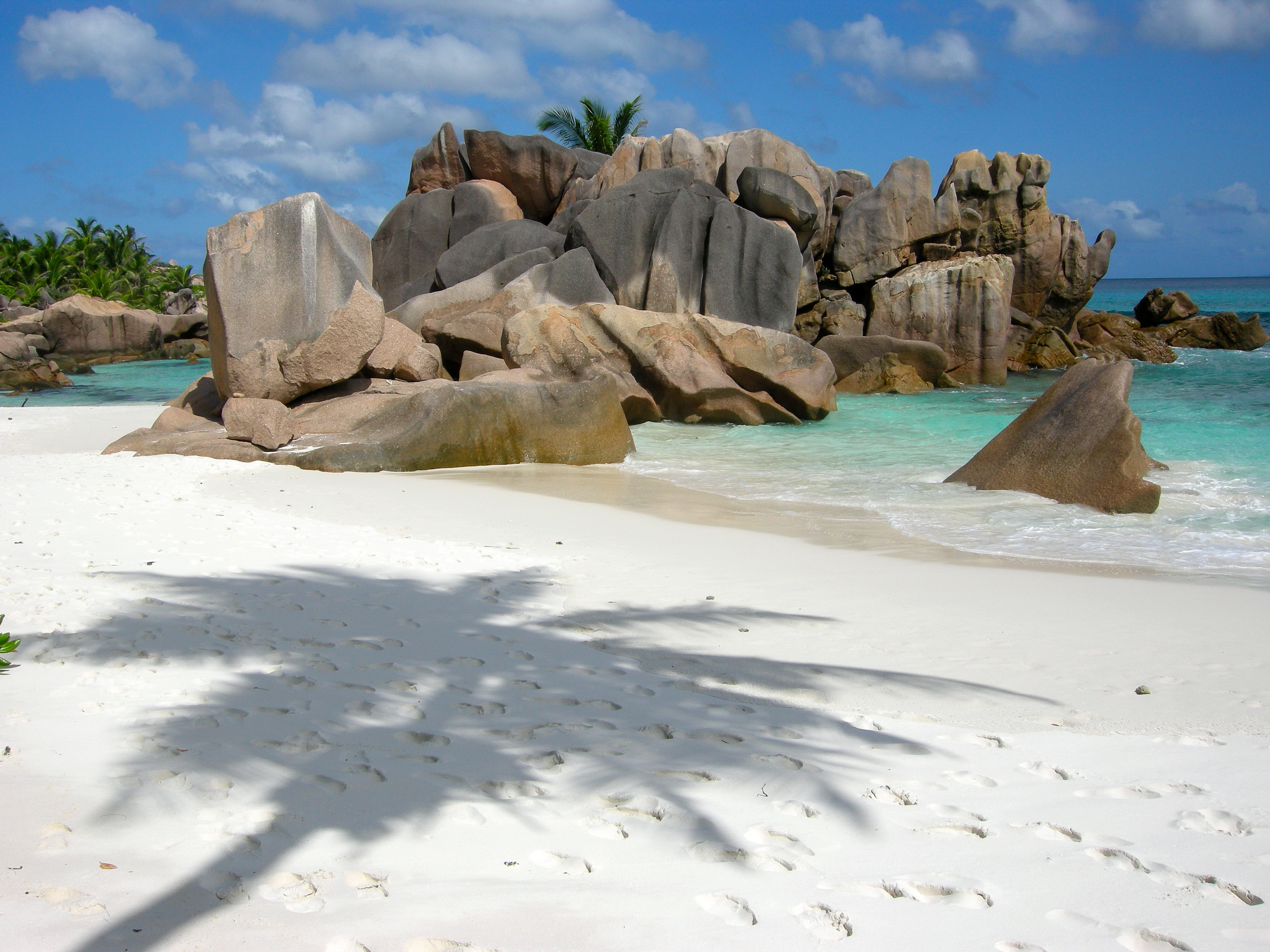
Stranden Anse Cocos.

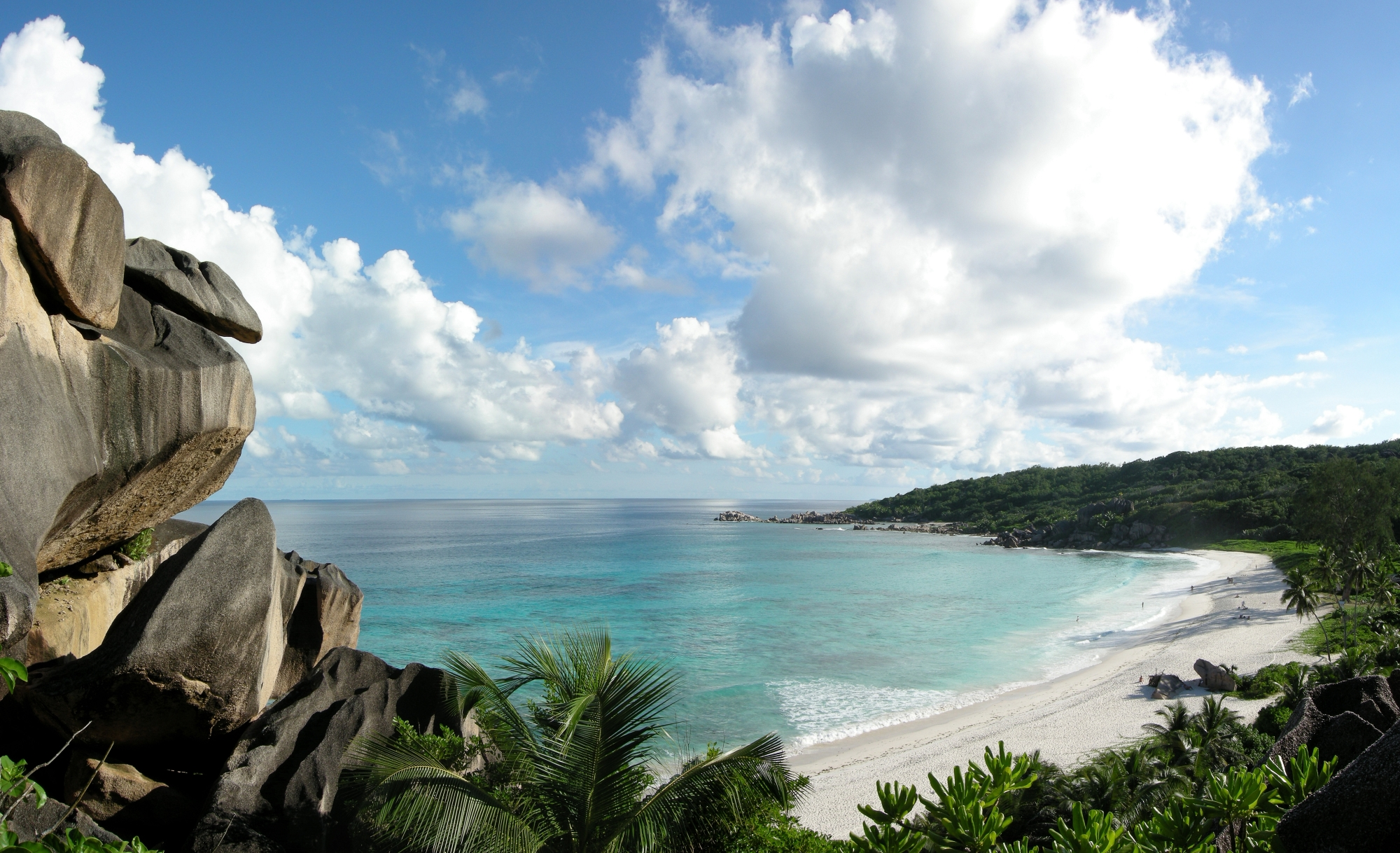
Stranden Grand Anse.

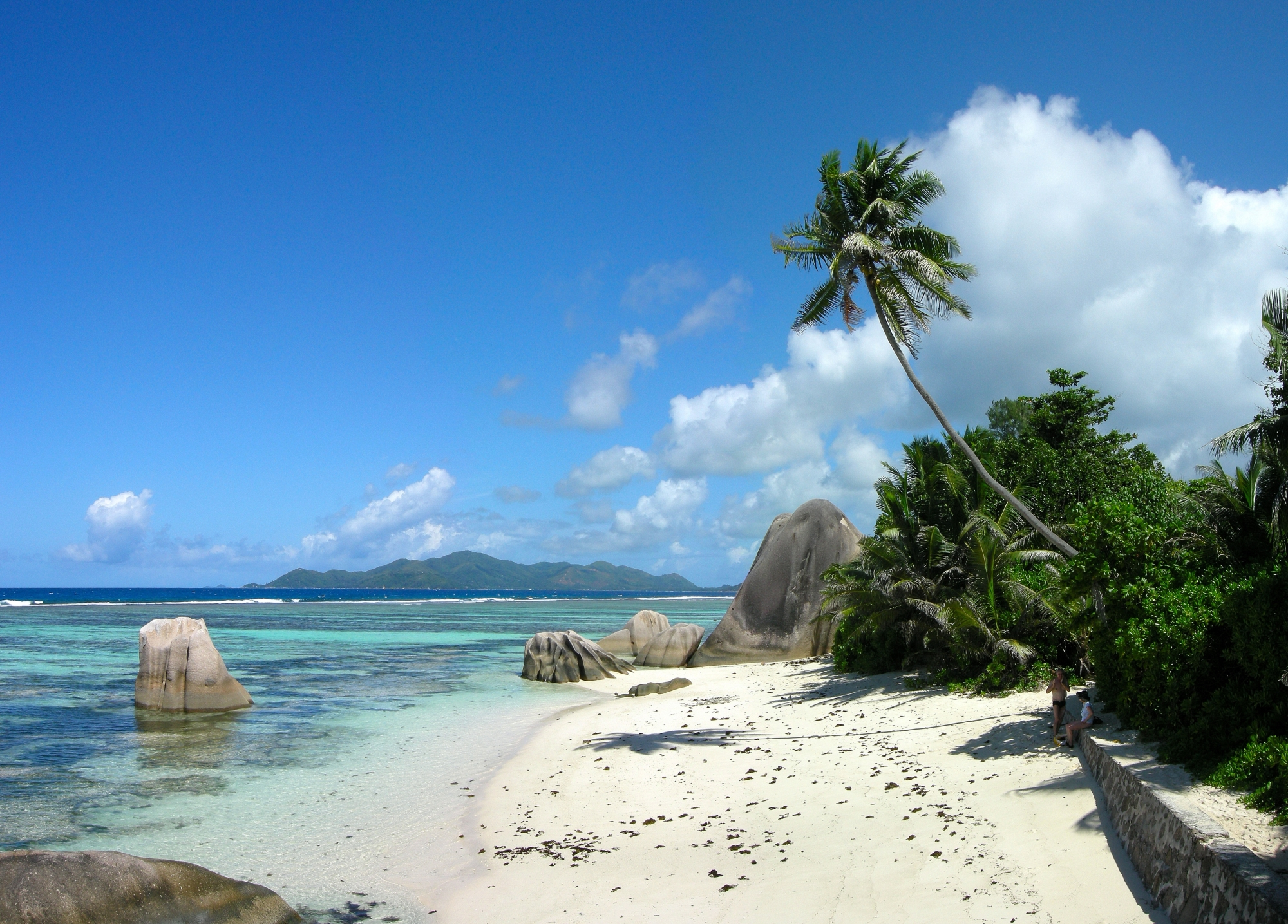
Stranden Anse Source d'Argent.

La Digue är den minsta av de bebodda öarna i Seychellerna i västra Indiska oceanen. Ön är känd för sina spektakulära granitformationer på stränderna.

## Geografi
La Digue ligger cirka 45 km nordöst om Mahé och cirka 5 km öster om ön Praslin.
Ön är den fjärde största bland Seychellerna och har en area på cirka 9,8 km² med en längd på cirka 5 km och cirka 3 km bred. Den högsta höjden är Nid 'Aigles (Eagle's Nest Mountain) med cirka 333 m ö.h. Hela ön omges av ett korallrev.
Befolkningen uppgår till cirka 2 200 invånare vilket gör den till den tredje mest befolkade ön i önationen. Huvudorten heter La Passe och ligger på öns västra del. Övriga större orter är La Réunion och L'Union.
Delar av öns inre utgörs av naturreservatet "Veuve Nature Reserve" som är hemvist för flera sällsynta fåglar, däribland den endemiska Paradise-flycatcher (Terpsiphone corvina, ur familjen Monarker).
Förvaltningsmässigt utgör ön distriktet La Digue and Inner Islands.
Ön kan endast nås med fartyg och det går regelbunden färjetrafik från Praslin och Mahé, resan från grannön tar cirka 20 minuter.

## Historia
Ön är uppkallad efter franske Marc-Joseph Marion du Fresnes fartyg "La Digue" som utforskade området 1768.